# Lófejű ugróegérformák
A lófejű ugróegérformák (Allactaginae) az emlősök (Mammalia) osztályának rágcsálók (Rodentia) rendjébe, ezen belül az ugróegérfélék (Dipodidae) családjába tartozó alcsalád.

## Rendszerezés
Az alcsaládba az alábbi 3 nem és 16 faj tartozik:
- Allactaga F. Cuvier, 1837 – 12 faj
- Allactodipus Kolesnikov, 1937 – 1 faj
  - Bobrinski-ugróegér (Allactodipus bobrinskii) Kolesnikov, 1937
- Pygeretmus Gloger, 1841 – 3 faj